# الدوري الإسباني لكرة القدم للسيدات 2009–10
الدوري الإسباني لكرة القدم للسيدات 2009–10 (بالإسبانية: Superliga de fútbol femenino 2009-10)‏ هو الموسم 22 من الدوري الإسباني لكرة القدم للسيدات. أقيم خلال الفترة 7 سبتمبر 2009 وحتى 9 مايو 2010، وفاز فيه Rayo Vallecano Femenino ‏.